# Archiwum Narodowe w Krakowie

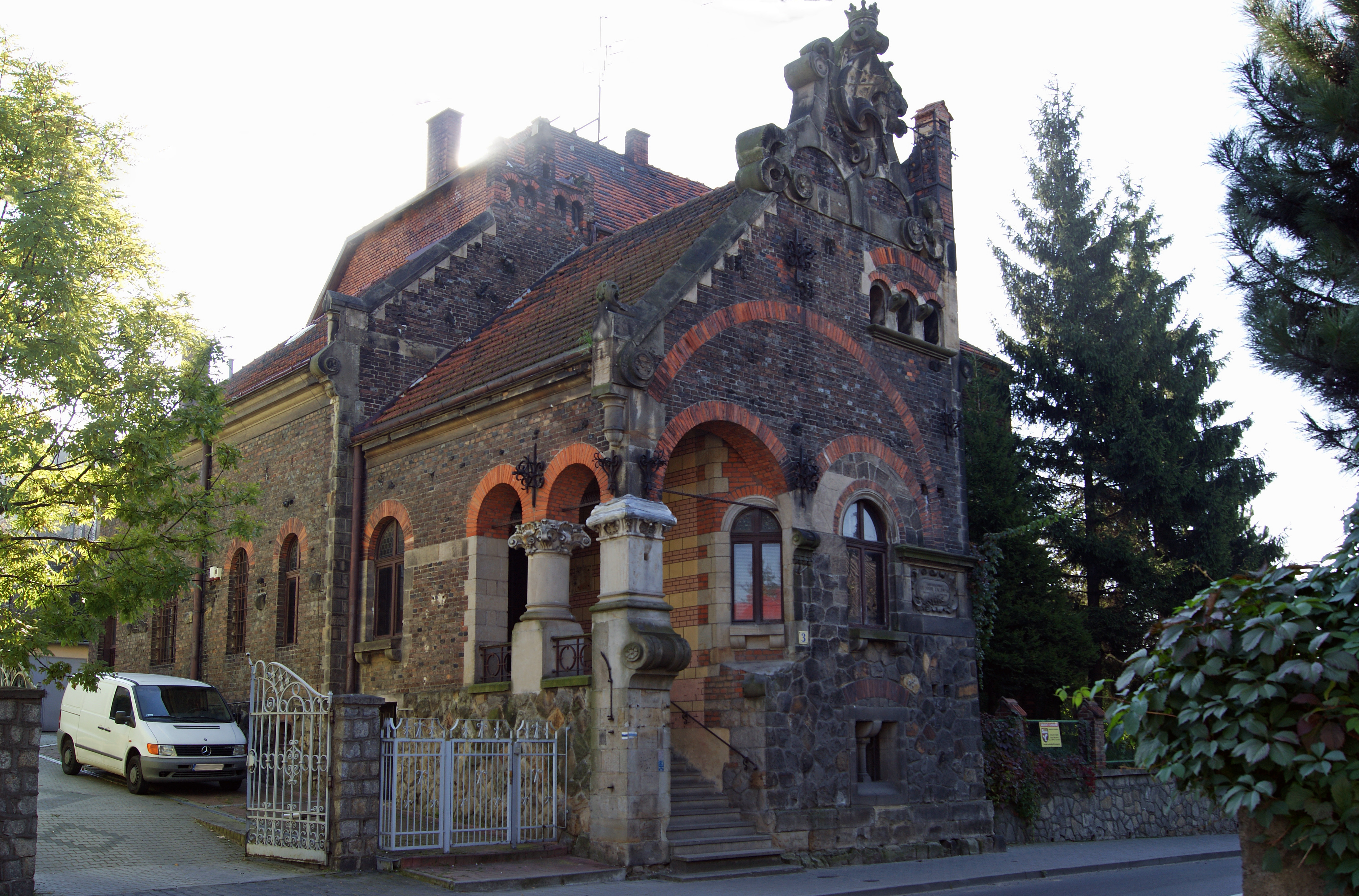
Siedziba oddziału Archiwum w Bochni,
ul. Konstytucji 3 Maja 3 Koci Zamek

Archiwum Narodowe w Krakowie (ANK) – archiwum państwowe w Krakowie utworzone w 1878, od 2012 nosi obecną nazwę.

## Dzieje Archiwum
2 września 1878 r. rozpoczęło działalność Archiwum Krajowe Aktów Grodzkich i Ziemskich w Krakowie i tę datę uznaje się za początek Archiwum Państwowego w Krakowie. Na przestrzeni lat zmieniała się nazwa: w latach 1919–1936 – Archiwum Ziemskie, od 1936 r. – Archiwum Państwowe w Krakowie.
Równolegle w XIX w. Rada Miasta Krakowa uchwałą z 2 czerwca 1887 r. powołała do życia Archiwum Aktów Dawnych Miasta Krakowa. W 1951 r. zostało ono włączone do sieci archiwów podległych Naczelnemu Dyrektorowi Archiwów Państwowych, a 1 lutego 1952 r. włączone do Archiwum Państwowego w Krakowie. Decyzją Ministra Kultury i Dziedzictwa Narodowego z dnia 5 grudnia 2012 r. zostało przekształcone w Archiwum Narodowe w Krakowie. 
Decyzję o budowie nowej siedziby przy ulicy Rakowickiej w Krakowie została podjęta w 2013 roku. Działkę pod budowę pozyskano od Agencji Mienia Wojskowego. Kamień węgielny został wmurowany 8 czerwca 2018 roku. Budynek został przez wykonawców przekazany 29 maja 2020 roku. Po wyposażeniu go przeniesiono zbiory z ekspozytury w Spytkowicach i 5 lokalizacji w Krakowie. Inauguracja nowej siedziby miała miejsce 30 września 2020 roku. Nowa siedziba archiwum o powierzchni 14 000 m² składa się z 2 segmentów: magazynowego i biurowego.  

## Oddziały
Siedziba Dyrekcji Archiwum znajdowała się w Krakowie przy ul. Siennej 16, w budynku dawnego Szpitala Ubogich Parafii Mariackiej, a obecnie przy ulicy Rakowickiej 22E. 
W Krakowie znajduje się Centrala Archiwum w Krakowie i oddziały:
- Oddział I – akt staropolskich grodzkich i ziemskich, archiwów rodów i rodzin, kolekcji i zbiorów (do 2020 roku Wawel 5, obecnie Rakowicka 22E)[7]
- Oddział II – akt administracji państwowej ogólnej i specjalnej, sądownictwa z XIX i XX w. ( do 2020 roku ul. Grodzka 52, obecnie Rakowicka 22E)[7]
- Oddział III – akt miasta Krakowa, samorządu terytorialnego, wyznaniowych, szkół i organizacji społecznych, (do 2020 roku ul. Sienna 16, obecnie Rakowicka 22E)[7]
- Oddział IV – akt najnowszych wytworzonych po 1945 roku oraz akt jednostek gospodarczych z XIX i XX w., (do 2020 roku ul. Orzeszkowej 7, obecnie Rakowicka 22E)[7]
- Oddział V – materiałów kartograficznych i dokumentacji technicznej, (do 2020 roku ul. Lubicz 25 b, obecnie Rakowicka 22E)
- Oddział VI – nadzoru nad narastającym zasobem archiwalnym, ( do 2020 roku ul. Grodzka 52, obecnie Rakowicka 22E)[7]
- Oddział VII – ds. organizacyjnych i administracyjnych,(do 2020  roku ul.Sienna 16, obecnie Rakowicka 22E)[7]
- Oddział VIII – konserwacji i zabezpieczania zasobu archiwalnego, (do 2020 roku ul. Lubicz 25 b, obecnie Rakowicka 22E)[7]

Obecnie krakowskie Archiwum posiada także 3 oddziały zamiejscowe oraz 2 ekspozytury:
- Oddział w Bochni, ul. Konstytucji 3 Maja 3
- Oddział w Nowym Sączu, ul. Jagiellońska 56A
- Oddział w Tarnowie, ul. Chemiczna 16
- Ekspozytura w Spytkowicach, (do 2020 roku ul. Zamkowa 48, obecnie Rakowicka 22E)[7]
- Ekspozytura w Nowym Targu, os. Na Skarpie 11/9

## Właściwość terytorialna

### Archiwum w Krakowie
miasta i gminy: Alwernia, Biskupice, Czernichów, Dobczyce, Drwinia, Gdów, Gołcza, Igołomia-Wawrzeńczyce, Iwanowice, Jerzmanowice-Przeginia, Kłaj, Kocmyrzów-Luborzyca, Koniusza, Kraków, Krzeszowice, Liszki, Michałowice, Mogilany, Myślenice, Niepołomice, Nowe Brzesko, Pcim, Proszowice, Raciechowice, Radziemice, Siepraw, Skała, Skawina, Słomniki, Sułkowice, Sułoszowa, Świątniki Górne, Tokarnia, Trzyciąż, Wieliczka, Wielka Wieś, Wiśniowa, Zabierzów, Zielonki.

### Oddział w Bochni
miasta i gminy: Bochnia, Borzęcin, Brzesko, Czchów, Dębno, Drwinia, Gnojnik, Iwkowa, Lipnica Murowana, Łapanów, Nowy Wiśnicz, Rzezawa, Szczurowa, Trzciana, Żegocina. 

### Oddział w Nowym Sączu
Miasta i gminy: Bobowa, Chełmiec, Gorlice, Grybów, Gródek nad Dunajcem, Jodłownik, Kamienica, Kamionka Wielka, Korzenna, Krynica-Zdrój, Laskowa, Limanowa, Łabowa, Łącko, Łososina Dolna, Łukowica, Łużna, Moszczenica, Muszyna, Nawojowa, Nowy Sącz, Piwniczna-Zdrój, Podegrodzie, Ropa, Rytro, Sękowa, Stary Sącz, Tymbark, Uście Gorlickie.

### Ekspozytura w Nowym Targu
miasta i gminy: Biały Dunajec, Bukowina Tatrzańska, Bystra-Sidzina, Czarny Dunajec, Czorsztyn, Dobra, Jabłonka, Jordanów, Kościelisko, Krościenko nad Dunajcem, Lipnica Wielka, Lubień, Łapsze Niżne, Mszana Dolna, Niedźwiedź, Nowy Targ, Ochotnica Dolna, Poronin, Raba Wyżna, Rabka-Zdrój, Spytkowice, Szaflary, Szczawnica, Zakopane.

### Oddział w Tarnowie
miasta i gminy: Bolesław, Brzostek, Ciężkowice, Czarna, Dąbrowa Tarnowska, Dębica, Gręboszów, Gromnik, Jodłowa, Lisia Góra, Mędrzechów, Olesno, Pilzno, Pleśna, Radgoszcz, Radłów, Radomyśl Wielki, Ryglice, Rzepiennik Strzyżewski, Skrzyszów, Szczucin, Szerzyny, Tarnów, Tuchów, Wadowice Górne, Wierzchosławice, Wietrzychowice, Wojnicz, Zakliczyn, Żabno, Żyraków.

## Zasób archiwalny
Archiwum Narodowe w Krakowie przechowuje 5015 zespołów i zbiorów archiwalnych (22870,67 mb, 1426757 j.inw.) – stan na 31 grudnia 2012 r.

## Zadania
- Kształtowanie państwowego zasobu archiwalnego oraz nadzór nad nim;
- Przejmowanie, przechowywanie i zabezpieczanie materiałów archiwalnych;
- Ewidencjonowanie i opracowywanie materiałów archiwalnych;
- Udostępnianie materiałów archiwalnych;
- Prowadzenie działalności naukowej i wydawniczej;
- Prowadzenie działalności informacyjnej o materiałach archiwalnych oraz ich popularyzacja;
- Wydawanie uwierzytelnionych wypisów, odpisów, wyciągów oraz zaświadczeń z przechowywanych materiałów archiwalnych.
- Prowadzenie spraw w zakresie przechowywania dokumentacji o czasowym okresie przechowywania w zakresie ustalonym ustawą.